# Herb gminy Miłoradz
Herb gminy Miłoradz – jeden z symboli gminy Miłoradz ustanowiony 25 listopada 2005. Jego autorem jest Daniel Mierzwa.

## Wygląd i symbolika
Herb przedstawia na tarczy koloru niebieskiego czerwoną ścianę frontową kościoła gotyckiego, w drzwiach którego stoi postać mniszki trzymającej w ręce krzyż. Pod nią umieszczono dwa łany – żółty i zielony. Ściana świątyni nawiązuje do kościołów z Miłoradza i Starej Kościelnicy, biała postać to bł. Dorota z Mątowów, która urodziła się na terenie dzisiejszej gminy, a kolory łanów symbolizują rolniczy charakter gminy (pola i łąki).